# Jiasikong
Jiasikong (kinesiska: 甲斯孔乡, 甲斯孔) är en socken i Kina. Den ligger i provinsen Sichuan, i den sydvästra delen av landet, omkring 300 kilometer väster om provinshuvudstaden Chengdu. Antalet invånare är 2 167. Befolkningen består av 1 069 kvinnor och 1 098 män. Barn under 15 år utgör 29,0 %, vuxna 15-64 år 63 %, och äldre över 65 år 7,0 %.
Genomsnittlig årsnederbörd är 981 millimeter. Den regnigaste månaden är juni, med i genomsnitt 234 mm nederbörd, och den torraste är december, med 3 mm nederbörd.